# أنطون فريدريك كلافنيس
أنطون فريدريك كلافنيس (بالنرويجية البوكمول: Anton Fredrik Klaveness)‏ هو مالك سفن ‏ نرويجي، ولد في 8 نوفمبر 1903 في ساندفيورد في النرويج، وتوفي في 15 أبريل 1981 في باروم في النرويج.

## وصلات خارجية
- أنطون فريدريك كلافنيس على موقع أوليمبيديا (الإنجليزية)